# Aserbaidschanischer Fußballpokal 1997/98
Der Aserbaidschanischer Fußballpokal 1997/98 war die siebte Austragung des Pokalwettbewerbs im Fußball in Aserbaidschan. Pokalsieger wurde Titelverteidiger FK Kəpəz, der sich im Finale gegen den FK Qarabağ Ağdam mit 2:0 durchsetzte. Da Kəpəz auch die Meisterschaft gewann, qualifizierte sich der unterlegene Pokalfinalist für den Europapokal der Pokalsieger 1998/99.

## Modus
Bis zum Halbfinale wurden die Sieger in Hin- und Rückspiel ermittelt. Bei Torgleichstand in beiden Spielen zählte zunächst die größere Zahl der auswärts erzielten Tore; gab es auch hierbei einen Gleichstand, wurde das Rückspiel verlängert und ggf. ein Elfmeterschießen zur Entscheidung ausgetragen.

## Teilnehmer
| Premyer Liqası (14) | Premyer Liqası (14) | Birinci Divizionu (14) | Birinci Divizionu (14) |
| --- | --- | --- | --- |
| - FK Kəpəz - FK Dinamo Baku - FK Şəmkir - FK Qarabağ Ağdam - Baku Fəhləsi Maştağa FK - Neftçi Baku PFK - MOİK Baku PFK | - FK Viləs Masallı - PFK Turan Tovuz - Bakılı Baku PFK - FK Kür-Nur Mingəçevir - FK Sumqayıt - FK Qarabağ Bərdə - Aserbaidschan U-18 | - FK Ağrıdağ Gəncə - AZAL Baku - Bakılı Baku PFK - FK Babək-44 Baku - Dalğıc ADNŞ Baku - FK Khazri Buzovna - FK Naftalan - Qara bəbir Beyləqan | - FK Qum adası - HHQ-Şahin Baku - FK Səki - FK Şərur Naxçıvan - FK Suqovuşan Sabirabad - FK Xəzər Lənkəran - Xəzər Universiteti Baku |

## 1. Runde
|                             | Gesamt |                              | Hinspiel | Rückspiel |
| --------------------------- | ------ | ---------------------------- | -------- | --------- |
| FK Khazri Buzovna (II)      | 1:4    | Dalğıc ADNŞ Baku (II)        | 1:1      | 00:3 1    |
| MOİK Baku PFK (I)           | 10:10  | Xəzər Universiteti Baku (II) | 6:1      | 4:0       |
| Baku Fəhləsi Maştağa FK (I) | 1:0    | FK Şərur Naxçıvan (II)       | 0:0      | 1:0       |
| FK Suqovuşan Sabirabad (II) | 0:6    | Neftçi Baku PFK (I)          | 00:3 1   | 00:3 1    |
| FK Qum adası (II)           | 0:6    | FK Kəpəz (I)                 | 00:3 1   | 00:3 1    |
| Aserbaidschan U-18 (I)      | 19:20  | HHQ-Şahin Baku (II)          | 14:00    | 5:2       |
| PFK Turan Tovuz (I)         | 0:5    | Araz Baku PFK (I) 3          | 0:2      | 00:3 1    |
| FK Kür-Nur Mingəçevir (I)   | 14:20  | FK Babək-44 Baku (II)        | 12:00    | 2:2       |
| FK Şəmkir (I)               | 8:0    | Qara bəbir Beyləqan (II)     | 6:0      | 2:0       |
| FK Viləs Masallı (I)        | 7:0    | AZAL Baku (II)               | 4:0      | 03:0 2    |
| FK Qarabağ Bərdə (I)        | 8:1    | FK Səki (II)                 | 4:1      | 4:0       |
| FK Ağrıdağ Gəncə (II)       | 0:6    | FK Sumqayıt (I)              | 0:3      | 00:3 1    |
| FK Dinamo Baku (I)          | 10:30  | FK Xəzər Lənkəran (II)       | 6:2      | 4:1       |
| FK Qarabağ Ağdam (I)        | 14:10  | FK Naftalan (II)             | 12:00    | 2:1       |

## Achtelfinale
|                             | Gesamt  |                        | Hinspiel | Rückspiel |
| --------------------------- | ------- | ---------------------- | -------- | --------- |
| Dalğıc ADNŞ Baku (II)       | 2:4     | MOİK Baku PFK (I)      | 1:0      | 1:4       |
| Baku Fəhləsi Maştağa FK (I) | 1:2     | Neftçi Baku PFK (I)    | 1:0      | 0:2       |
| FK Kəpəz (I)                | 1:0     | Aserbaidschan U-18 (I) | 0:0      | 1:0       |
| FK Kür-Nur Mingəçevir (I)   | 2:1     | FK Şəmkir (I)          | 1:0      | 1:1       |
| FK Viləs Masallı (I)        | 2:5     | FK Qarabağ Bərdə (I)   | 1:1      | 1:4       |
| FK Sumqayıt (I)             | 2:3     | FK Dinamo Baku (I)     | 2:0      | 0:3       |
| FK Qarabağ Ağdam (I)        | Freilos |                        |          |           |
| Bakılı Baku PFK (II) 4      | Freilos |                        |          |           |

## Viertelfinale
|                      | Gesamt |                           | Hinspiel | Rückspiel |
| -------------------- | ------ | ------------------------- | -------- | --------- |
| MOİK Baku PFK (I)    | 2:3    | Neftçi Baku PFK (I)       | 1:1      | 1:2       |
| FK Kəpəz (I)         | 3:1    | Bakılı Baku PFK (II)      | 0:0      | 3:1       |
| FK Qarabağ Bərdə (I) | 0:6    | FK Kür-Nur Mingəçevir (I) | 00:3 5   | 00:3 5    |
| FK Dinamo Baku (I)   | 0:2    | FK Qarabağ Ağdam (I)      | 0:0      | 0:2       |

## Halbfinale
|                           | Gesamt |                      | Hinspiel | Rückspiel |
| ------------------------- | ------ | -------------------- | -------- | --------- |
| Neftçi Baku PFK (I)       | 2:4    | FK Kəpəz (I)         | 1:2      | 1:2       |
| FK Kür-Nur Mingəçevir (I) | 1:3    | FK Qarabağ Ağdam (I) | 1:2      | 0:1       |

## Finale
| Paarung   | FK Kəpəz – FK Qarabağ Ağdam                           |
| Ergebnis  | 2:0 (1:0)                                             |
| Datum     | 28. Mai 1998                                          |
| Stadion   | Tofiq-Bəhramov-Stadion, Baku                          |
| Zuschauer | 5.500                                                 |
| Tore      | 1:0 Badri Kvaratsxeliya (21.) 2:0 Vasif Vəliyev (52.) |